# Ahmed Guédira

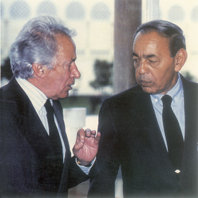
Ahmed Guédira (links) met koning Hassan II

Ahmed Réda Guédira (Arabisch: أحمد رضا اجديرة) (Rabat, 22 juni 1922 - Parijs, 14 december 1995) was een Marokkaans politicus.
Guédira was een van de opstellers van de Marokkaanse grondwet en minister in verschillende regeringen. Tussen 1963 en 1965 was hij minister van buitenlandse zaken. Na een afwezigheid van vier jaar werd hij in februari 1969 weer minister in het kabinet van premier Ahmed Laraki.
- Bibliothèque nationale de France: cb12881036q (data)
- Gemeinsame Normdatei: 142485225
- International Standard Name Identifier: 0000 0000 3795 5784
- Library of Congress Control Number: n99032061
- Virtual International Authority File: 28862933
- WorldCat: E39PBJjMwVp4X74mF9FxmDvCQq